# Mel Smith
Melvin Kenneth "Mel" Smith, född 3 december 1952 i Chiswick i London, död 19 juli 2013 i London, var en brittisk komiker, skådespelare, manusförfattare och regissör.
Smith var mest känd från TV-programmen Inte Aktuellt och Alas Smith and Jones, i båda programmen tillsammans med Griff Rhys-Jones. Smith har bland annat även medverkat i Ett päron till farsa på semester i Europa (1985) och regisserat några filmer, till exempel Bean - Den totala katastroffilmen (1997).
1987 spelade Smith tillsammans med sångerskan Kim Wilde in en cover på julsången "Rockin' Around the Christmas Tree" under det lånade artistnamnet Mel & Kim.

## Filmografi (urval)
- Inte Aktuellt (1979)
- Alas Smith and Jones (1982)
- Ett päron till farsa på semester i Europa (1985)
- Bleka dödens minut (1987)
- Comic Relief (1991)
- Trettondagsafton (1996)
- Bean - Den totala katastroffilmen (1997) (regi)
- Dancing on the Edge (2013)